# Ly tâm

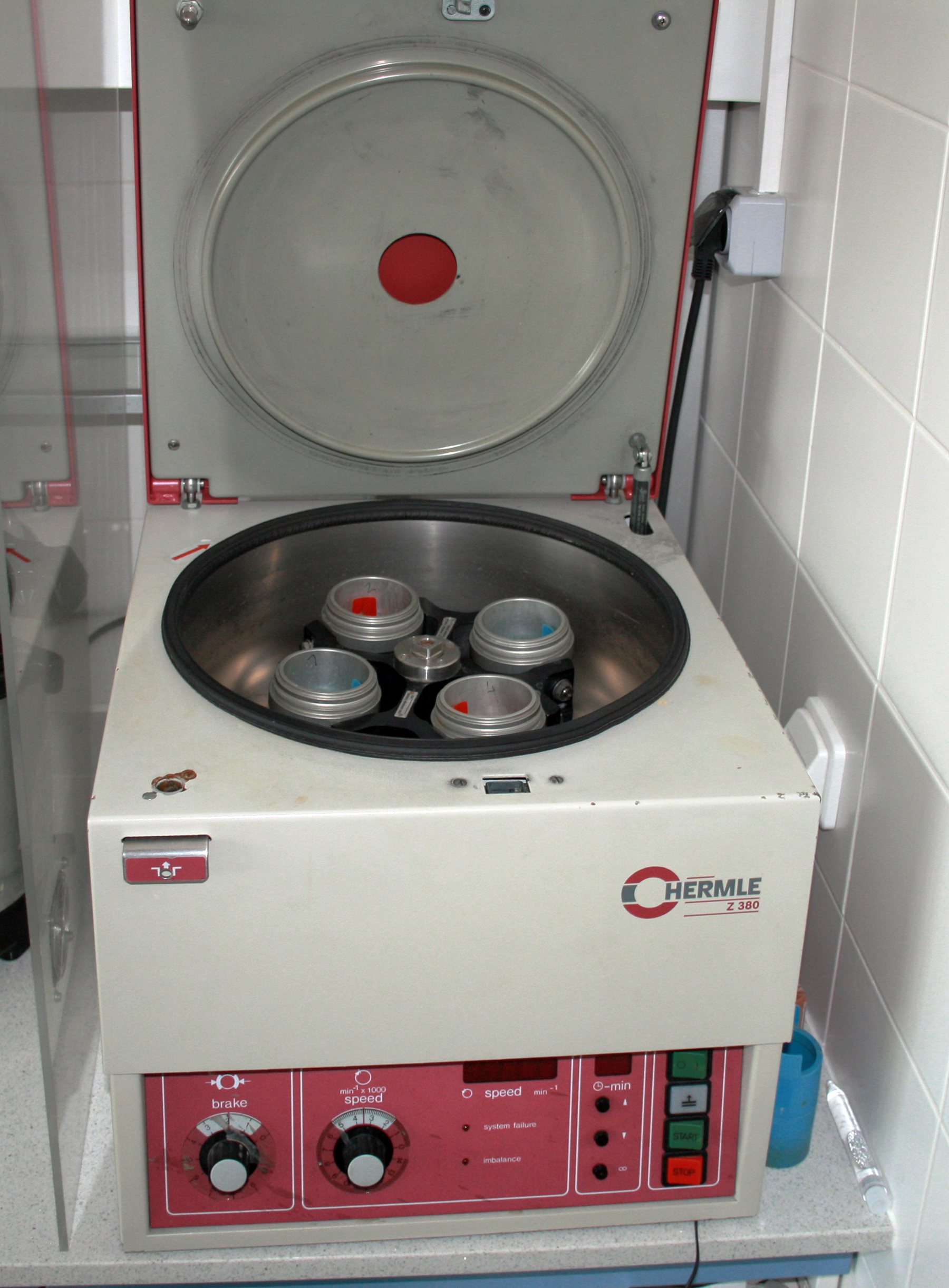
Máy ly tâm phòng thí nghiệm

Ly tâm (tiếng Anh: Centrifugation) là quá trình cơ học liên quan đến sử dụng lực ly tâm để phân tách các hạt khỏi dung dịch theo kích thước, hình dạng, khối lượng riêng, độ nhớt trung bình và tốc độ rotor của chúng. Những thành phần đặc hơn của hỗn hợp di chuyển xa khỏi trục của máy ly tâm, trong khi những thành phần lỏng hơn thì di chuyển về hướng trục của máy. Các nhà hóa học và sinh học có thể tăng cường lực hấp dẫn hiệu dụng của ống nghiệm để chất kết tủa (cục viên) chuyển động nhanh và hoàn toàn lắng xuống đáy ống. Dung dịch còn lại nằm ở bề mặt chất kết tủa được gọi là dung dịch nổi (supernatant).
Có sự tương quan giữa kích cỡ và khối lượng riêng của một hạt và tỷ lệ mà hạt tách khỏi hỗn hợp không đồng nhất, khi mà lực duy nhất tác động là trọng lực. Kích cỡ và khối lượng riêng của hạt càng lớn, thì chúng càng tách nhanh khỏi hỗn hợp. Nhờ áp dụng lực hấp dẫn hiệu dụng lớn hơn vào hỗn hợp trong ly tâm, quá trình tách hạt được tăng tốc lớn. Điều kiện này lý tưởng trong các cơ sở công nghiệp và phòng thí nghiệm, do các hạt có thể được tách trong khoảng thời gian ngắn hơn nhiều, thay vì mất nhiều thời gian tự tách như trước.
Tốc độ ly tậm được xác định bằng vận tốc góc - thường được biểu thị bằng số vòng trong một phút (RPM), hoặc gia tốc biểu thị bằng g. Hệ số chuyển đổi giữa RPM và g phụ thuộc vào bán kính của rotor ly tâm. Vận tốc lắng đọng của hạt trong ly tâm là một hàm số giữa kích cỡ và hình dạng, gia tốc ly tâm, thể tích của chất rắn hiện có, khác biệt khối lượng riêng giữa hạt và dung dịch, và độ nhớt. Ứng dụng phổ thông nhất là phân tách chất rắn của hỗn dịch (suspension) có nồng độ cao, thường được sử dụng để tách nước khỏi cặn bùn thải, tạo ra phần cặn không cùng chất.
Phương pháp ly tâm được ứng dụng rộng rãi trong công nghiệp và phòng thí nghiệm. Quá trình này không chỉ được dùng để phân tách hai chất trộn lẫn nhau, mà còn để phân tích các đặc điểm thủy động lực học của đại phân tử. Đây là một trong những phương pháp nghiên cứu quan trọng và được ứng dụng phổ biến nhất trong hóa sinh, sinh học tế bào và sinh học phân tử. Trong các ngành công nghiệp hóa học và thực phẩm, máy ly tâm chuyên dụng có thể xử lý một luồng hạt liên tục để biến thành chất lỏng riêng biệt như plasma. Ly tâm cũng là phương pháp thông dụng nhất trong làm giàu urani, dựa trên khác biệt khối lượng nhỏ giữa các nguyên tử U-238 và U-235 trong khí urani (VI) fluoride.

## Công thức toán học
Trong một hỗn dịch lỏng, nhiều hạt hoặc tế bào sẽ dần lắng xuống đáy bình chứa do trọng lực. Tuy nhiên, khoảng thời gian cho những lần phân tách ấy khó mà thực hiện được. Những hạt (rất nhỏ) khác không thể bị tách hoàn toàn trong dung dịch trước khi chúng tiếp xúc với lực ly tâm cao. Khi hỗn dịch được quay rotor ở một tốc độ hoặc số vòng quay trên phút (RPM) nhất định, lực ly tâm tạo điều kiện cho các hạt di chuyển xa dần khỏi trục quay. Công thức chung để tính số vòng quay trên một phút (RPM) của máy ly tâm là:
{\displaystyle RPM={\sqrt {g \over r}}},
trong đó g đại diện cho lực ly tâm tương đối (RCF), còn r là bán kính từ tâm rotor đến một điểm trong mẫu.
Tuy nhiên, tùy vào mẫu máy ly tâm được sử dụng, góc tương ứng của rotor và vòng quay có thể thay đổi, do đó công thức cũng cần được điều chỉnh. Ví dụ, rotor của Sorvall #SS-34 có bán kính tối đa là 10,8 cm, vì thế công thức đổi thành {\textstyle RPM=299{\sqrt {g \over r}}}, hoặc đơn giản hơn nữa thành {\textstyle RPM=91{\sqrt {g}}}.
Khi so với trọng lực, lực của hạt được gọi là 'Lực ly tâm tương đối' (Relative Centrifugal Force, viết tắt là RCF). Đây là lực vuông góc tác động lên bề mặt của rotor do sự quay, luôn có tính tương đối so với trọng lực của Trái Đất - dùng để đo sức mạnh của các loại và kích cỡ rotor khác nhau. Ví dụ, RCF của 1000 x g tức là lực ly tâm mạnh gấp 1000 lần so với lực hấp dẫn của Trái Đất. RCF phụ thuộc vào tốc độ vòng quay (theo số vòng/phút) và khoảng cách của các hạt đến tâm của vòng quay. Công thức phổ biến được dùng để tính RCF:
{\displaystyle RCF=1.118\times 10^{-5}\times r\times (rpm)^{2}},
trong đó {\textstyle 1.118\times 10^{-5}} là hằng số; r là bán kính (được thể hiện bằng đơn vị centimet) từ trục quay đến một điểm trong mẫu; và rpm là tốc độ số vòng/phút.
Theo truyền thống, các nhà nghiên cứu đã tiến hành nhiều lần phân tách ở tốc độ 3000 rpm. Hướng dẫn sơ bộ về lực ‘g’ tác động ở tốc độ này là nhân bán kính ly tâm với hệ số 10, do đó bán kính 160 mm cho ra kết quả xấp xỉ 1600 x g. Đây là phương pháp khá tùy ý, vì RCF phụ thuộc tuyến tính vào bán kính, vì thế mà bán kính lớn hơn 10% tức là RCF cao hơn 10% được áp dụng ở cùng tốc độ. Đơn giản hơn, công thức phía trên có thể được đơn giản hóa thành {\textstyle RCF=10\times r}, với sai số chỉ 0,62%.

## Ly tâm trong nghiên cứu sinh học

### Ly tâm nhỏ
Ly tâm nhỏ (microcentrifuge) là những mẫu máy để bàn được thiết kế đặc biệt với rotor nhẹ, dung tích nhỏ, có thể gia tốc rất nhanh lên khoảng 17.000 rpm. Chúng là những thiết bị nhẹ, chủ yếu được dùng để ly tâm ngắn hạn với những mẫu phẩm lên đến khoảng 0,2–2,0 mL. Tuy nhiên, do quy mô nhỏ mà dễ vận chuyển chúng và nếu cần thiết, có thể vận hành chúng trong phòng lạnh. Chúng có thể được làm lạnh hoặc không. Máy ly tâm nhỏ thường được sử dụng trong các phòng thí nghiệm nghiên cứu. Trong các phòng này, những mẫu phẩm phân tử sinh học, tế bào hoặc nhân tế bào cần phải chịu được RCF cao trong quãng thời gian tương đối ngắn. Máy ly tâm nhỏ được thiết kế để vận hành tốc độ cao, có thể tăng lên 35.000 rpm, nâng RCF lên 30000×g, và được gọi là máy ly tâm nhỏ tốc độ cao.

### Ly tâm tốc độ thấp
Máy ly tâm tốc độ thấp được dùng để thu thập các chất kết tủa hóa học, tế bào nguyên vẹn (động vật, thực vật và một vài vi sinh vật), nhân, lục lạp, ty thể lớn và các mảnh màng tế bào lớn hơn. Gradient nồng độ để tinh chế tế bào cũng vận hành trong các máy ly tâm này. Những rotor xoay theo cụm (swinging-bucket rotor) thường được sử dụng rất nhiều vì kích cỡ mẫu cực kỳ linh hoạt nhờ sử dụng các adaptor. Những máy này có tốc độ rotor tối đa chưa đến 10.000 rpm và thay đổi từ máy ly tâm nhỏ đặt bàn cho đến máy ly tâm lớn đặt trên sàn.

### Ly tâm tốc độ cao
Máy ly tâm tốc độ cao thường được dùng để thu thập các vi sinh vật, virus, ty thể, lysosome, peroxisome và màng Golgi ống nguyên vẹn. Đa phần các nhiệm vụ vo viên hạt đơn giản được tiến hành trong các rotor góc cố định. Một số gradient nồng độ dùng để tinh chế tế bào và bào quan có thể được tiến hành trong các rotor xoay theo cụm, hoặc trong rotor góc cố định với trường hợp gradient Percoll. Máy ly tâm tốc độ cao hoặc siêu tốc độ có thể xử lý khối lượng mẫu vật lớn hơn, từ hàng chục ml đến vài lít. Ngoài ra, máy ly tâm lớn hơn còn có thể đạt vận tốc góc cao hơn (khoảng 30.000 rpm). Rotor có thể kèm với các adapter khác nhau để cất trữ nhiều kích cỡ của chai, ống nghiệm hoặc khay vi thể giếng (microplate).

### Siêu ly tâm
Siêu ly tâm (Ultracentrifugation) sử dụng lực ly tâm cao để nghiên cứu đặc tính của các hạt sinh học ở tốc độ đặc biệt cao. Những máy siêu ly tâm hiện nay có thể quay tới 150.000 rpm (tương đương 1.000.000 x g). Chúng được dùng để thu hoạch tất cả túi màng đến từ màng sinh chất, màng lưới nội chất (ER), bộ máy Golgi, endosome, ribosome, tiểu đơn vị ribosome, plasmid, DNA, RNA và protein trong rotor góc cố định. So với máy ly tâm nhỏ hoặc máy ly tâm tốc độ cao, máy siêu ly tâm có thể tách các hạt nhỏ hơn nhiều. Ngoài ra, khi mà máy ly tâm nhỏ và máy siêu ly tâm tốc độ cao phân tách các hạt thành từng mẻ (phải xử lý thủ công một lượng mẫu phẩm hạn chế trong ống nghiệm hoặc chai), máy siêu ly tâm có thể tách các phân tử thành từng mẻ hoặc hệ thống dòng chảy liên tục.
Máy siêu ly tâm được sử dụng để tách các đại phân tử hoặc nghiên cứu động học liên kết phối tử, tách nhiều thành phần lipoprotein khỏi sinh chất và khử proton của chất lỏng sinh lý nhằm phân tích amino acid.
Chúng là loại máy ly tâm thông dụng nhất để tinh chế gradient nồng độ của mọi hạt (trừ tế bào). Trong khi xô xoay (swinging bucket) thường được sử dụng với mục đích này, thì các rotor góc cố định và rotor góc thẳng đứng cũng được sử dụng, đặc biệt là với gradient tự tạo và có thể cải thiện hiệu quả tách rất nhiều. Có hai loại siêu ly tâm: siêu ly tâm phân tích và siêu ly tâm chuẩn bị.

#### Siêu ly tâm phân tích
Siêu ly tâm phân tích (Analytical ultracentrifugation, viết tắt là AUC) có thể được sử dụng để xác định đặc điểm của đại phân tử như hình dạng, khối lượng, thành phần và cấu hình. Đây là loại kỹ thuật phân tích sinh học phân tử thông dụng để đánh giá độ tinh khiết của mẫu phẩm, miêu tả cơ chế lắp ráp và tháo rời của phức hợp sinh học, xác định tỷ lượng (stoichiometry) của tiểu đơn vị, xác định và miêu tả thay đổi trong cấu hình đại phân tử, tính toán hằng số cân bằng và các thông số nhiệt động lực học cho những hệ thống tự hợp (self-associating) và dị hợp (hetero-associating). Siêu ly tâm phân tích kết hợp hệ thống dò quang học bằng quét ánh sáng/tử ngoại để theo dõi thời gian thực mà mẫu phẩm phát triển trong một lần quay.
Những mẫu phẩm được ly tâm với dung dịch nồng độ cao là saccarose, caesium chloride hay iodixanol. Dung dịch nồng độ cao có thể sở hữu nồng độ đều trong toàn bộ ống nghiệm ("đệm") hoặc nồng độ biến đổi ("gradient"). Những đặc tính phân tử có thể được tạo hình nhờ phân tích vận tốc lắng đọng hoặc phân tích cân bằng lắng đọng. Trong lúc chạy, các hạt hoặc phân tử sẽ di chuyển qua ống nghiệm ở tốc độ khác nhau, phụ thuộc vào đặc điểm vật lý và đặc điểm dung dịch, rồi cuối cùng tạo nên viên nén ở đáy ống hoặc theo dải ở nhiều độ cao.

#### Siêu ly tâm chuẩn bị
Siêu ly tâm chuẩn bị (preparative ultracentrifuge) thường được sử dụng để tách hạt theo nồng độ của chúng, tách và/hoặc thu hoạch hạt đặc hơn nhằm thu thập trong viên nén và lọc các hỗn dịch chứa hạt. Đôi khi, các nhà nghiên cứu còn sử dụng máy siêu ly tâm chuẩn bị nếu họ cần tính linh hoạt để thay đổi loại rotor trong thiết bị. Siêu ly tâm chuẩn bị có thể được trang bị cùng nhiều loại rotor khác nhau - chúng có thể quay mẫu phẩm có số lượng khác nhau, góc khác nhau và tốc độ khác nhau.

### Quá trình phân đoạn
Trong nghiên cứu sinh học, phân đoạn tế bào thường gồm tách các thành phần của tế bào, đồng thời giữ lại vai trò riêng của từng thành phần. Thông thường, mẫu tế bào được lưu trữ trong một hỗn dịch, mà hỗn dịch ấy có thể là:
- Chất đệm (buffered): pH trung tính, ngăn tổn thương cấu trúc của protein như enzym (có thể tác động đến liên kết ion).
- Đẳng tưởng (isotonic): ngăn bào quan hấp thụ hoặc làm thất thoát nước.
- Làm mát: giảm hoạt độ chung của enzym được giải phóng sau đó trong quy trình.

Ly tâm là bước đầu tiên trong hầu hết các loại phân đoạn. Nhờ có ly tâm tốc độ thấp, các vụn tế bào có thể bị loại bỏ, giữ lại chất lỏng bề mặt (supernatant) giữ lại nội phần của tế bào. Ly tâm lặp lại ở tốc độ cao hơn sẽ dần dần phân đoạn các chất đồng nhất của tế bào thành những thành phần của chúng. Nói chung, thành phần dưới tế bào càng nhỏ thì lực ly tâm cần để lắng đọng nó càng lớn. Sau đó, phần hòa tan của bất kỳ chất phân giải (lysate) có thể được tách tiếp thành các thành phần của nó nhờ sử dụng nhiều phương pháp khác.

### Ly tâm biệt hóa
Ly tâm biệt hóa (differential centrifugation) là phương pháp phân đoạn bằng ly tâm đơn giản nhất, và là phương pháp thông dụng để tách bào quan và màng có trong tế bào. Thông thường, bào quan thường khác nhau về nồng độ và kích thước, giúp cho sử dụng ly tâm nói chung và ly tâm biệt hóa nói riêng trở thành phương pháp khả thi. Sau đó, bào quan có thể được xác định bằng kiểm tra các chỉ số đặc trưng cho bào quan cụ thể. Ứng dụng phổ biến nhất của kỹ thuật này là tạo ra các phân đoạn dưới tế bào thô từ đồng chất mô như mô từ gan chuột. Hạt có nồng độ hoặc kích thước khác nhau trong một hỗn dịch được lắng đọng ở những tốc độ khác nhau, hạt lớn hơn và đặc hơn thì lắng lại nhanh hơn. Tốc độ lắng đọng này có thể tăng cường nhờ sử dụng lực ly tâm.
Hỗn dịch tế bào được đưa vào hàng loạt chu kỳ lực ly tâm tăng dần nhằm tạo ra hàng loạt viên nén gồm các tế bào có tốc độ lắng giảm dần. Chất đồng chất gồm có nhân, ty thể, lysosome, peroxisome, lớp màng tế bào chất và một loạt túi nhỏ có nguồn gốc từ một số ngăn màng nội bào và đến từ màng tế bào. Những túi nhỏ này thường nằm trong môi trường đệm.

### Ly tâm gradient nồng độ
Ly tâm gradient nồng độ (density gradient centrifugation) được xem là một trong những phương  pháp tách hạt trong hỗn dịch hiệu quả nhất. Nó vừa là một kỹ thuật tách hạt, vừa là phương pháp đánh giá nồng độ của hạt hoặc phân tử trong hỗn hợp.
Phương pháp này thường được dùng để tách hạt theo kích thước, hình dạng và nồng độ nhờ sử dụng môi trường nồng độ chọn lọc. Trong quá trình ly tâm tương đối chậm hoặc ngắn, các hạt được tách theo kích thước, hạt lớn hơn lắng cách xa hạt nhỏ hơn. Trong quá trình ly tâm dài hoặc nhanh, các hạt chuyển đến những vị trí trong gradient. Tại đây, nồng độ của môi trường tương đồng với nồng độ của hạt; (ρp – ρm) → 0. Do đó, ban đầu các hạt đặc và nhỏ lắng lại dễ hơn so với hạt lớn và nồng độ thấp. Hạt lớn sớm đạt vị trí nồng độ cân bằng, còn hạt nhỏ di chuyển chậm qua vùng của hạt lớn và chiếm được vị trí cân bằng sâu hơn vào gradient.
Sau khi được ly tâm bằng phương pháp này, ống nghiệm chứa hạt theo thứ tự nồng độ dựa trên chiều cao. Vật hoặc hạt mong muốn sẽ nằm ở vị trí bên trong ống tương ứng với nồng độ của nó. Tuy nhiên, một số quá trình lắng đọng không lý tưởng vẫn có thể  xảy ra khi sử dụng phương pháp. Vấn đề tiềm ẩn đầu tiên là các hạt kết tụ không theo mong muốn, nhưng sự việc này có thể xảy ra ở bất kỳ ly tâm nào. Sự việc tiềm ẩn thứ hai xảy ra giọt dung dịch chứa hạt được lắng đọng. Dường như khả năng này xảy ra cao hơn khi làm việc với dung dịch có lớp huyền phù nổi trên chất lỏng đặc, mà thực tế nơi đó ít hoặc không có gradient nồng độ.

## Ứng dụng khác
Ly tâm có thể được sử dụng để tách một lượng nhỏ các chất chất rắn bị giữ lại trong huyền phù từ chất lỏng, như khi tách bột đá phấn khỏi nước. Trong nghiên cứu sinh học, ly tâm có thể được sử dụng để tinh chế tế bào động vật có vú, phân đoạn bào quan dưới tế bào, phân đoạn các túi bọng của màng, phân đoạn đại phân tử và phức hợp đại phân tử. Ly tâm được sử dụng theo nhiều cách khác nhau trong ngành công nghiệp thực phẩm. Ví dụ trong ngành công nghiệp chế phẩm sữa, ly tâm thường được sử dụng làm tinh sạch và tách bọt sữa, chiết xuất kem, sản xuất và thu hồi casein, sản xuât pho mát, loại bỏ vi khuẫn bị lây nhiễm... Kỹ thuật chế biến này cũng được sử dụng trong khâu sản xuất bia, trái cây, cà phê, trà, bia, rượu vang, sữa đậu nành, dầu, chế biến/thu hồi chất béo, bơ ca cao, sản xuất đường. Phương pháp cũng được sử dụng để tinh sạch và ổn định rượu vang.
Trong phòng thí nghiệm nghiên cứu và pháp y, kỹ thuật được sử dụng để tách các thành phần nước tiểu và máu. Phương pháp cũng hỗ trợ tách protein nhờ sử dụng kỹ thuật tinh chế tinh muối (salting out), ví dụ như kết tủa ammoni sulfat. Ly tâm còn là kỹ thuật quan trọng trong xử lý chất thải, trở thành một trong những quy trình thông dụng nhất để tách bùn nước thải. Quá trình này còn đóng vai trò quan trọng trong xử lý bụi (cyclonic separation), khi mà các hạt được tách khỏi luông khí mà không cần sử dụng bộ lọc. Trong bộ thu thập bụi cyclone, không khí di chuyển theo đường xoắn ốc. Hạt có quán tính lớn bị lực ly tâm tách ra, còn hạt nhỏ tiếp tục đi theo luồng khí.
Ly tâm cũng được sử dụng với mức độ nhỏ để tách các thành phần nhẹ hơn nước, như dầu. Trong những tình huống như vậy, chất thải nước đi ra từ đầu đối diện - nơi có mặt các chất rắn có trọng lượng riêng lớn hơn so với các chất cần phân tách.

## Lịch sử
Năm 1923, Theodor Svedberg và cậu học trò H. Rinde đã thành công phân tích các sol hạt lớn theo phương pháp lắng đọng bằng lực hấp dẫn của chúng. Sol gồm một chất được phân bố đều trong các chất khác, được gọi là hệ keo. Tuy nhiên sol hạt nhỏ hơn như sol chứa vàng lại không thể phân tích được. Nhằm nghiên cứu vấn đề này, Svedberg phát triển một loại ly tâm phân tích được trang bị hệ thống hấp thụ ảnh, tạo ra tác động ly tâm lớn hơn nhiều. Ngoài ra, ông phát triển lý thuyết cần có để đánh giá khối lượng của phân tử. Trong thời gian này, Svedberg chuyển sự chú ý từ vàng sang protein.
Năm 1900, số đông giới khoa học chấp nhận rằng protein được cấu thành từ amino acid. Tuy nhiên, câu hỏi protein là chất keo hay đại phân tử vẫn còn nằm trong tranh luận. Lúc bấy giờ, một protein đang được nghiên cứu là hemoglobin. Nó được xác định chứa 712 carbon, 1.130 hydro, 243 oxy, hai nguyên tử lưu huỳnh và ít nhất một nguyên tử sắt. Phát hiện này cho ra hemoglobin có khối lượng khoảng 16.000 dalton (Da) nhưng chưa rõ giá trị này là bội số của mộ hay bốn (phụ thuộc vào số lượng nguyên tử sắt có trong hemoglobin).
Thông qua hàng loạt thí nghiệm sử dụng kỹ thuật cân bằng lắng đọng (sedimentation equilibrium), hai khám phá quan trọng đã xuất hiện: hemoglobin có phân tử khối là 68.000 Da, chỉ ra rằng có bốn nguyên tử sắt có mặt (thay vì một nguyên tử), và bất kể hemoglobin được tách từ đâu, có đều có chung phân tử khối. Cách một vật sở hữu phân tử khối lớn như thế có thể được phát hiện nhất quán( bất kể nó được lấy mẫu ra từ đâu trong cơ thể) là phát hiện chưa từng có và ủng hộ ý tưởng protein là đại phân tử thay vì chất keo. Để nghiên cứu hiện tượng này, cần có một máy ly tâm có tốc độc cao hơn, do đó máy siêu ly tâm đã ra đời để áp dụng thuyết lắng đọng-khuếch tán. Kết quả là phân tử khối chung được xác định, và sự có mặt của ranh giới phát tán (spreading boundary) cho thấy nó là hạt kết đặc duy nhất. Ứng dụng khác của ly tâm chỉ ra rằng dưới các điều kiện khác nhau, hạt đồng nhất lớn có thể bị phân giải thành các tiểu đơn vị riêng. Sự phát triển của ly tâm là một bước tiến lớn trong ngành khoa học protein thực nghiệm.
Năm 1937, Linderstorm-Lang phát hiện ra các ống nghiệm gradient nồng độ có thể được sử dụng để đánh giá nồng độ. Ông phát hiện ra chức năng này khi đang làm việc với virus lùn-vàng của khoai tây. Phương pháp cũng được sử dụng trong thí nghiệm nổi tiếng của Meselson và Stahl để chứng minh nhân đôi DNA là quá trình bán bảo toàn nhờ sử dụng các chất đồng vị nitơ khác nhau. Họ sử dụng ly tâm gradient nồng độ để xác định xem chất đồng vị nào của nitơ có mặt trong DNA sau chu kỳ nhân đôi.